# 国吉城
国吉城（くによしじょう）は、若狭国三方郡佐柿村（現・福井県三方郡美浜町佐柿）にあった日本の城（山城）。若狭国守護大名の武田氏重臣であった粟屋勝久が戦国時代に築き、越前国の朝倉氏の度重なる来襲に対して籠城戦などで守り抜いた。のちに、織田信長が越前攻めで国吉城に駐軍した際、長年にわたる勝久の戦いぶりを賞賛したと伝わる。

## 概要
越前国と若狭国の国境である関峠を過ぎ、若狭国に入り、旧丹後街道を進んでいくと、北は天王山、南は御岳山（おたけやま）に挟まれた椿峠がある。越前から若狭に深く侵入するには、この椿峠を必ず通過する必要があるが、国吉城はまさにその軍事上の要所を抑える位置にあり、御岳山の北西尾根端の通称「城山」（標高197.3メートル）に築かれている。
もとは、常国国吉（つねくに くによし）が築いたもので、その城跡を利用して1556年（弘治2年）に粟屋勝久が改修し、築城したと言われる。勝久は1563年（永禄6年）から1569年（永禄12年）の間、毎年のように攻め寄せる越前朝倉氏の軍勢と幾度となく戦った。その壮絶な戦いぶりは「国吉城籠城戦」として『若州三方郡国吉城籠城記』などに伝わっている。
2009年（平成21年）4月に、国吉城の歴史を紹介するガイダンス施設である「若狭国吉城歴史資料館」が開館している。
2017年（平成29年）4月6日、続日本100名城（139番）に選定された。

## 山城の構造
近年、発掘調査や整備が進み、曲輪、石垣、土塁、堀切といった山城の構造物を見ることができる。また麓には、居館とみられる石垣も認められており、平時は居館で生活し、戦争時には山城に籠もるという、戦国時代の典型的な形態となっている。居館と山城の両方の遺構が現在でも残っている点は、全国的に見ても珍しい。
- 居館部
  - 城山の南西麓付近の谷筋に開削された段状の平地があり、古くから城主と家臣の屋敷跡ではないかと言われていた[8][3]。2001年と2002年の発掘調査により、土塁や石垣、石組みの溝、建物の礎石が検出されている[8]。2004年には、居館跡の正面に大規模な石垣が発見された、これは16世紀末から17世紀初めに築かれたとみられており、江戸時代に入ってからも、しばらくは城としての機能をもっていたと考えられている[2]。
- 山城部
  - 居館跡から九十九折りの山道が付けられており、中腹に二の丸跡と伝えられる出丸がある。この出丸は食い違いの虎口を持ち、周囲を高さ2メートル以上の高土塁で囲った堅固な構造となっている[8][3]。なお、現状の山道は出丸を通らないルートとなっているが、もとの登城道は出丸のある尾根筋に付けられていたと考えられている[5]。
  - 城山の山頂部は平たく開削された本丸跡である。本丸は東と北西の2箇所に平虎口を設け、周囲の斜面に部分的に石垣が残存している[8]。大正期に設置された国吉城碑があり[2]、四等三角点（基準点名：徳賞寺）が設置されている[9]。また、周囲で見つかった石仏、仏頭、五輪塔が何箇所かに集められているが、これは籠城戦の際に防御に使用した投石という[2]。本丸跡からは東西を走る街道の見通しが非常に良く、敵の動きをつかむに絶好の位置にあり[2]、同所に城を築いた意味がよく分かる。
  - 本丸の北西虎口は、北西の尾根に連結し、5つの曲輪が階段状に連なる連郭式構造となっている[8][3]。この構造は若狭の山城の特徴であり、おおい町の石山城、小浜市の後瀬山城にもみられる[5]。各曲輪の斜面は急勾配で、かつ高低差も大きく、容易に登ることができないことが体感できる[2]。なお、曲輪を通過し、そのまま尾根を下りきると、妙見堂を経由し、椿峠近くの旧丹後街道に出ることができるようになっている。
  - 本丸の東虎口は、尾根伝いに腰越坂（こしごえさか）を経由し、国吉城の砦である岩出山砦（いわでやまとりで）跡につながっている[8]。

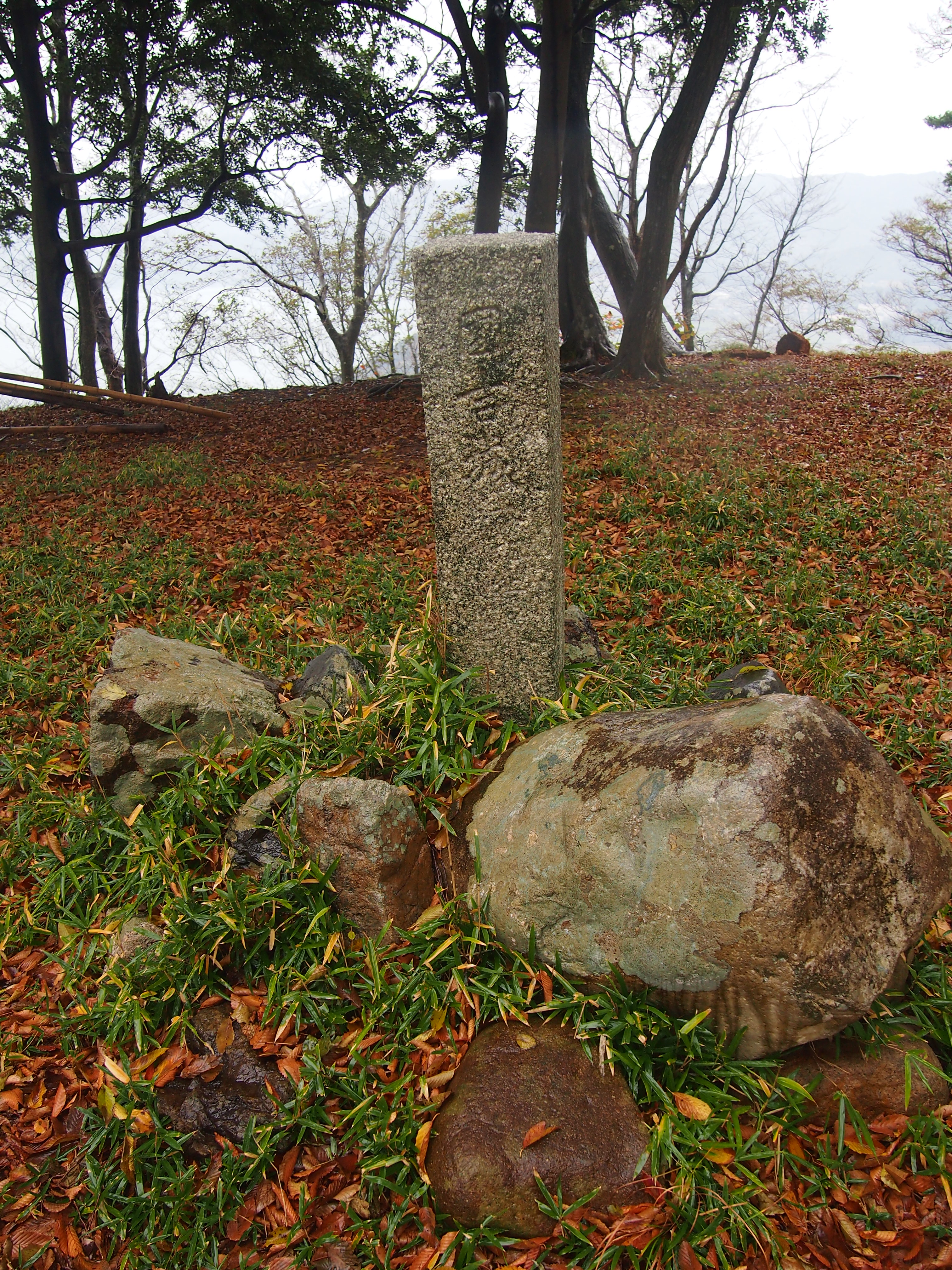
本丸跡の石碑。
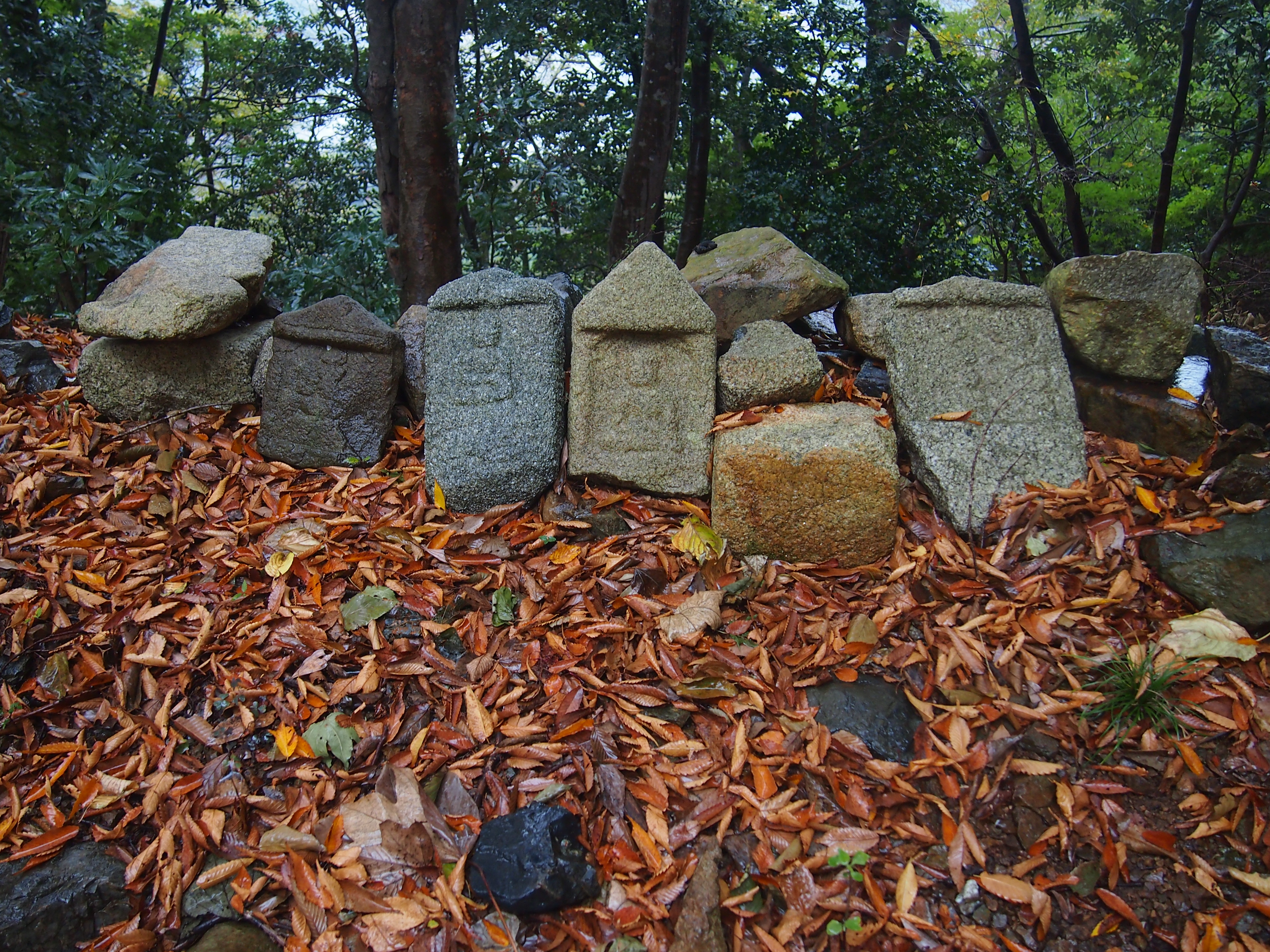
古い板碑。投石用とみられる。
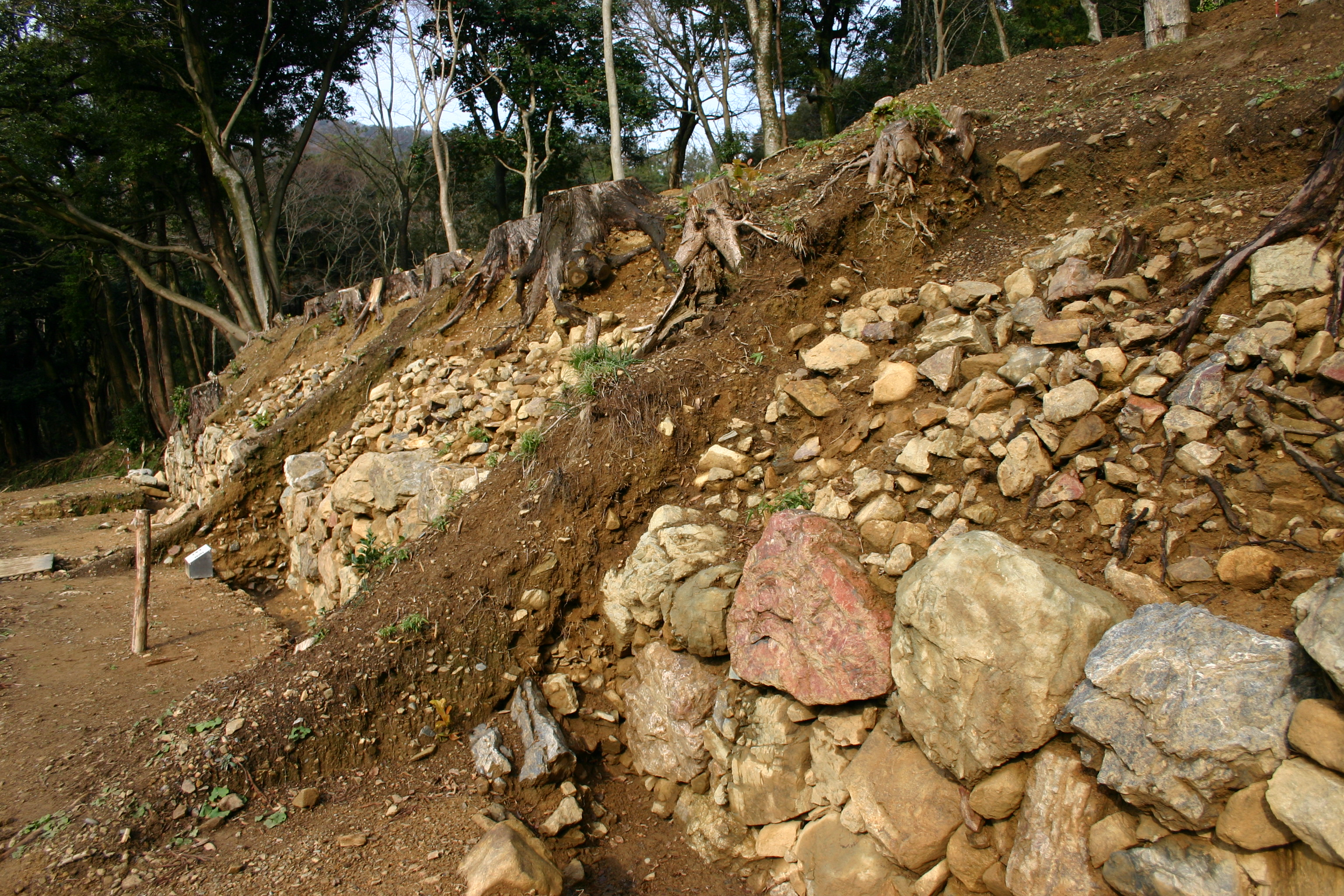
居館の石垣。2004年の発掘調査時の写真。
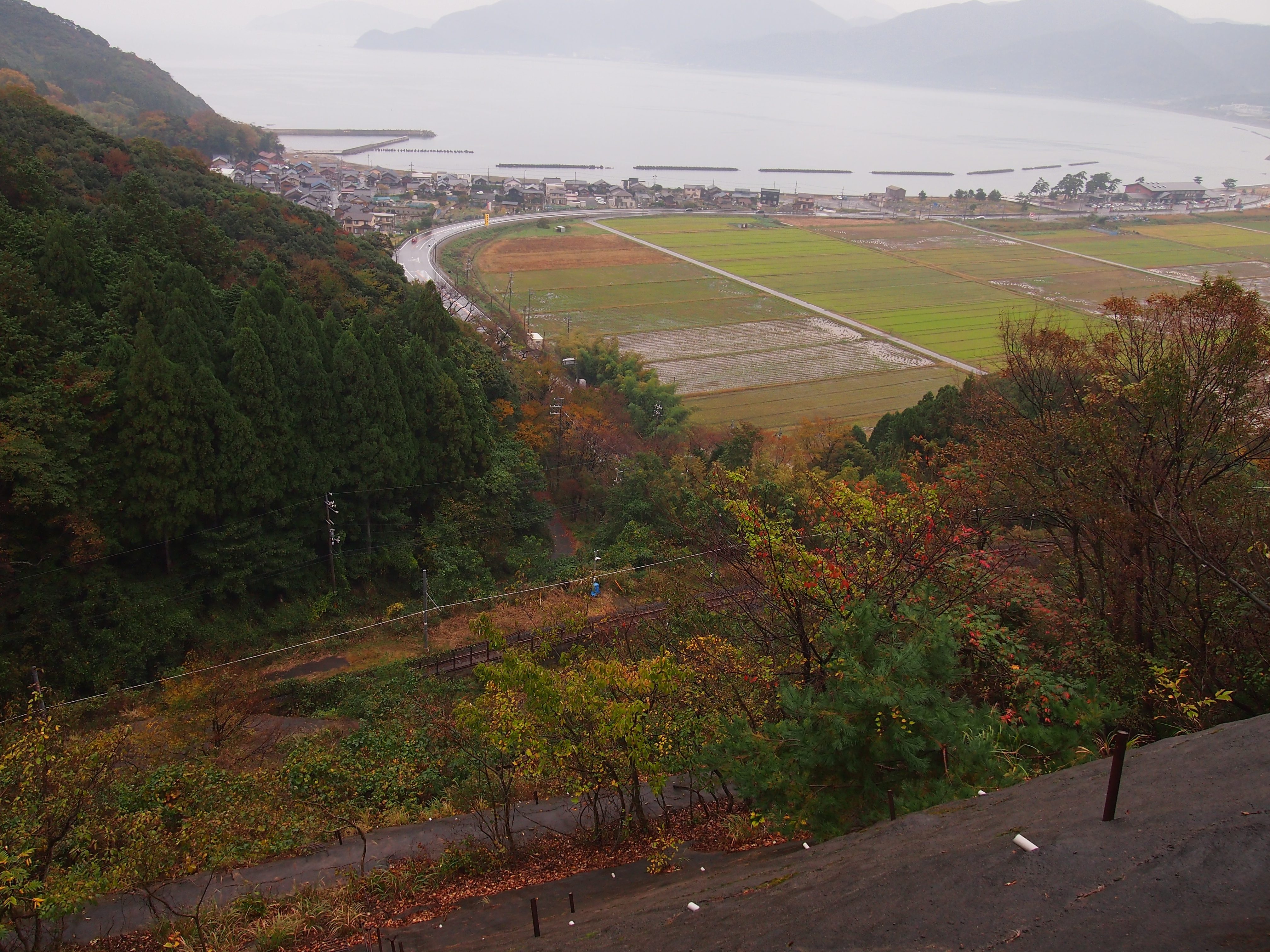
北西尾根から見た椿峠付近と坂尻集落。

## 歴史
- 『国吉城籠城記』[4]
  - 国吉城の籠城戦を伝える軍記物の『国吉城籠城記』は1種類だけではなく複数存在するが、内容はほぼ同様であり、国吉城での籠城戦、信長の越前侵攻以降の報復戦、その後を語る後日談、の3部構成となっている。戦に参加した田辺宗徳入道という人物が見聞した記録で、戦争から30 - 40年経過した後に記されたと考えられている。
  - 記載された六度の朝倉侵攻のうち、永禄11年と永禄9年(可能性が残る程度)以外は史実でないとする見解もある[10]。

- 年表[2]
  - 1556年（弘治2年） - 粟屋勝久が国吉城を築く。
  - 1563年（永禄6年） - 朝倉氏侵攻。
  - 1564年（永禄7年） - 朝倉氏侵攻。
  - 1565年（永禄8年） - 朝倉氏侵攻。
  - 1566年（永禄9年） - 朝倉氏侵攻。
  - 1567年（永禄10年） - 朝倉氏侵攻。
  - 1568年（永禄11年） - 若狭国守護武田元明が朝倉氏に降り、勝久に降伏を勧めるが拒否。
  - 1570年（元亀元年） - 織田信長が越前攻めのため、国吉城に入城。勝久の武勲を賞賛。
  - 1573年（天正元年） - 信長の第2回目の越前攻めに勝久が参戦。朝倉氏が滅亡。
  - 1582年（天正10年） - 本能寺の変。若狭武田氏が滅亡。
  - 1583年（天正11年） - 木村定光が国吉城主となる。
  - 1585年（天正13年） - 粟屋勝久が死去。
  - 1615年（元和元年） - 国吉城廃城?

## アクセス
- E27 舞鶴若狭自動車道 若狭美浜インターチェンジ - 国道27号 - 佐柿 - 国吉城見学者用駐車場（ICから車で所要10分）。
- 最寄り駅 JR小浜線 美浜駅 徒歩25分。